# Chiesa del Purgatorio al Cimitero dei colerosi
La chiesa del Purgatorio è una delle chiese monumentali della città di Napoli.
La chiesa è sita nel cimitero dei colerosi, a fianco della celebre architettura funeraria opera di Ferdinando Fuga, il cimitero delle 366 Fosse.
L'edificio di culto è sorto nel 1837 per accogliere i morti dell'epidemia di colera prima della sepoltura. La chiesa è stata per molto tempo parte integrante della vita dei cittadini, poiché qui si celebrarono messe per circa 18.000 defunti.
Venne realizzata da Leonardo Laghezza e considerata da sempre una pregevole opera che presentava un altare maggiore in marmi bianchi e neri. Vero e proprio vanto della chiesa era però il dipinto del Salvatore risalente al XVII secolo, di artista ignoto e posto qui da un fedele. L'esterno è preceduto da una scaletta un tempo rivestita da bei marmi decorativi.
Oggi la struttura versa in pessime condizioni conservative ed è diventata un rifugio per colombi ed altri animali stanziati in zona. Della struttura primitiva è rimasto davvero poco, risultano quasi completamente scomparsi anche gli affreschi di Serafino Giannini. La struttura per un certo periodo è stata usata anche come deposito e/o officina meccanica.
Il fabbricato è tutt'intorno circondato da antiche statue, tra le quali si ricorda quella rappresentante San Rocco.